# Cardiidae
Cardiidae Lamarck, 1809 è una famiglia di molluschi bivalvi dell'ordine Veneroida, comunemente noti come cardi (cardio al singolare) o cuori eduli o cuori di mare o favolari, berberechos in spagnolo.

## Tassonomia
La famiglia comprende i seguenti generi:
- Sottofamiglia Cardiinae Lamarck, 1809
  - Acanthocardia J. E. Gray, 1851
  - Bucardium J.E. Gray, 1853
  - Cardium Linnaeus, 1758
  - Dinocardium Dall, 1900
  - Vepricardium Iredale, 1929
- Sottofamiglia Clinocardiinae Kafanov, 1975
  - Ciliatocardium Kafanov, 1974
  - Clinocardium Keen, 1936
  - Keenocardium Kafanov, 1974
  - Serripes Gould, 1841
- Sottofamiglia Fraginae Stewart, 1930
  - Americardia Stewart, 1930
  - Apiocardia Olsson, 1961
  - Corculum Röding, 1798
  - Ctenocardia H. Adams & A. Adams, 1857
  - Fragum Roding, 1798
  - Lunulicardia J.E. Gray, 1853
  - Microfragum Habe, 1951
  - Papillicardium Sacco, 1899
  - Parvicardium Monterosato, 1884
  - Plagiocardium Cossmann, 1886 †
  - Trigoniocardia Dall, 1900
- Sottofamiglia Laevicardiinae Keen, 1951
  - Frigidocardium Habe, 1951
  - Fulvia J. E. Gray, 1853
  - Keenaea Habe, 1951
  - Laevicardium Swainson, 1840
  - Lophocardium P. Fischer, 1887
  - Lyrocardium Meek, 1876
  - Microcardium Thiele, 1934
  - Nemocardium Meek, 1876
  - Pratulum Iredale, 1924
  - Pseudofulvia Vidal & Kirkendale, 2007
  - Trifaricardium Kuroda & Habe, 1951
- Sottofamiglia Lahilliinae Finlay & Marwick, 1937 †
  - Lahillia Cossmann, 1899 †
- Sottofamiglia Lymnocardiinae Stoliczka, 1870
  - Adacna Eichwald, 1838
  - Cerastoderma Poli, 1795
  - Didacna Eichwald, 1838
  - Hypanis Ménétries, 1832
  - Monodacna Eichwald, 1838
- Sottofamiglia Orthocardiinae Schneider, 2002
  - Afrocardium Tomlin, 1931
  - Europicardium Popov, 1977
  - Freneixicardia Schneider, 2002
- Sottofamiglia Protocardiinae Bronn, 1849 †
  - Anechinocardium Hickman, 2015 †
  - Protocardia Beyrich, 1845 †
- Sottofamiglia Trachycardiinae Stewart, 1930
  - Acrosterigma Dall, 1900
  - Dallocardia Stewart, 1930
  - Papyridea Swainson, 1840
  - Trachycardium Mörch, 1853
  - Vasticardium Iredale, 1927
- Sottofamiglia Tridacninae Lamarck, 1819
  - Hippopus Lamarck, 1799
  - Tridacna Bruguière, 1797
- Sottofamiglia incertae sedis
  - Discors Deshayes, 1858
  - Fuscocardium Oyama, 1973 †
  - Goethemia Lambiotte, 1979
  - Hedecardium Marwick, 1944 †
  - Maoricardium Marwick, 1944

## Galleria d'immagini

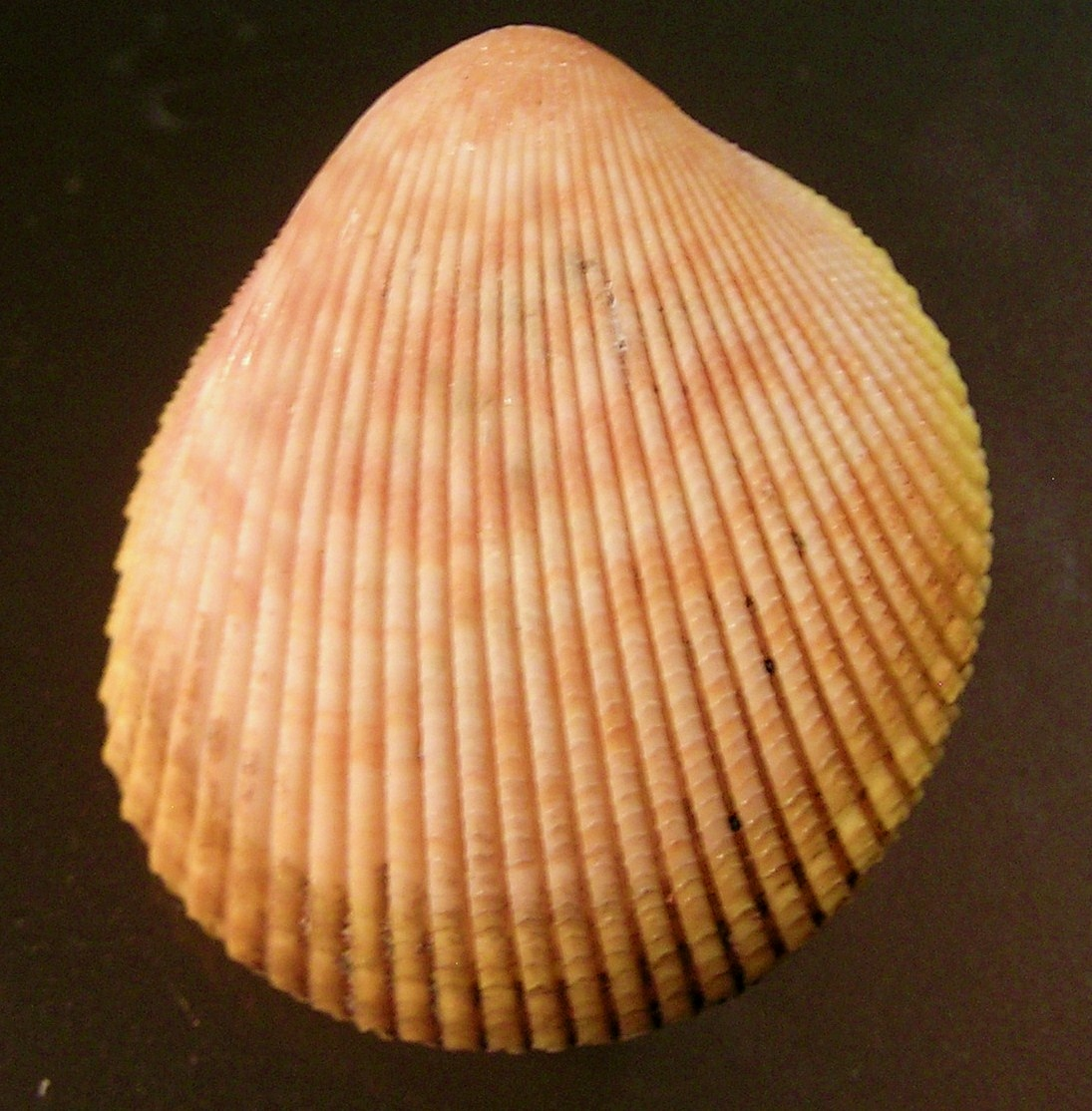
Acrosterigma cignorum
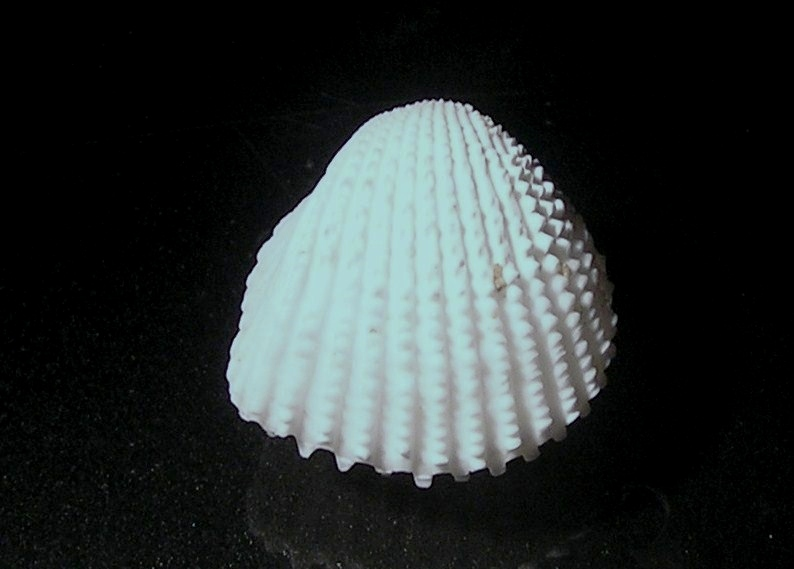
Ctenocardia fornicata
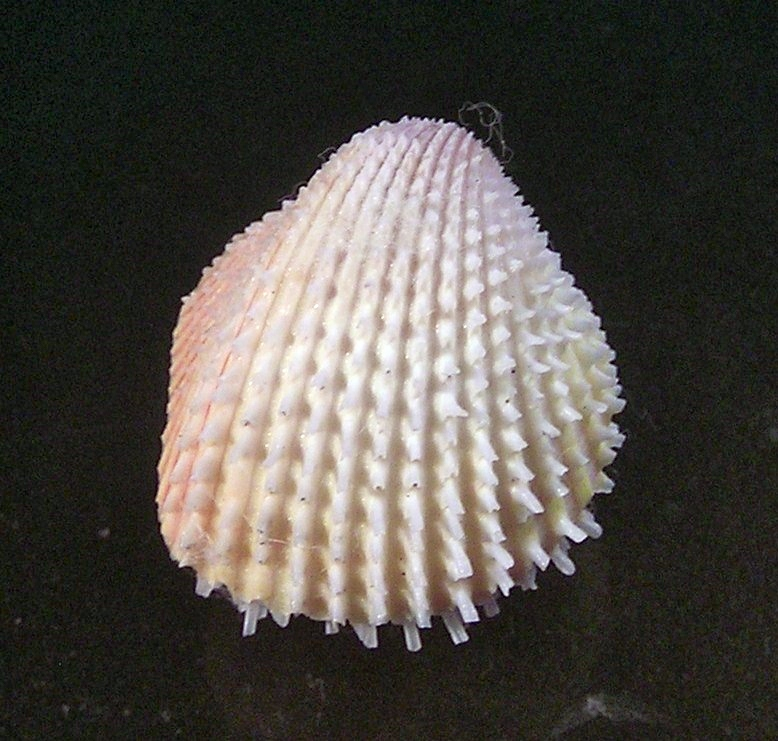
Ctenocardia virgo
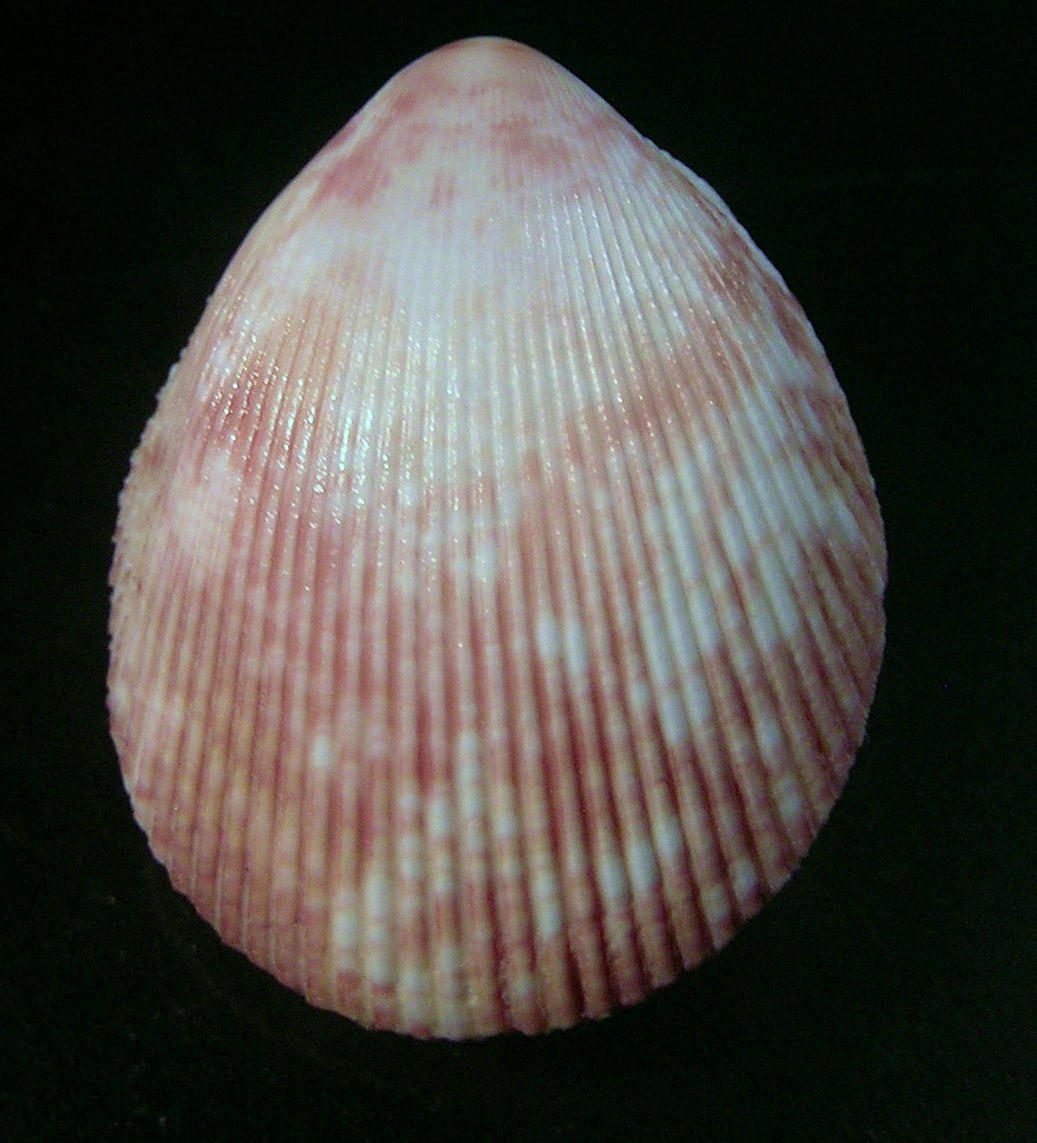
Trachycardium maculosum
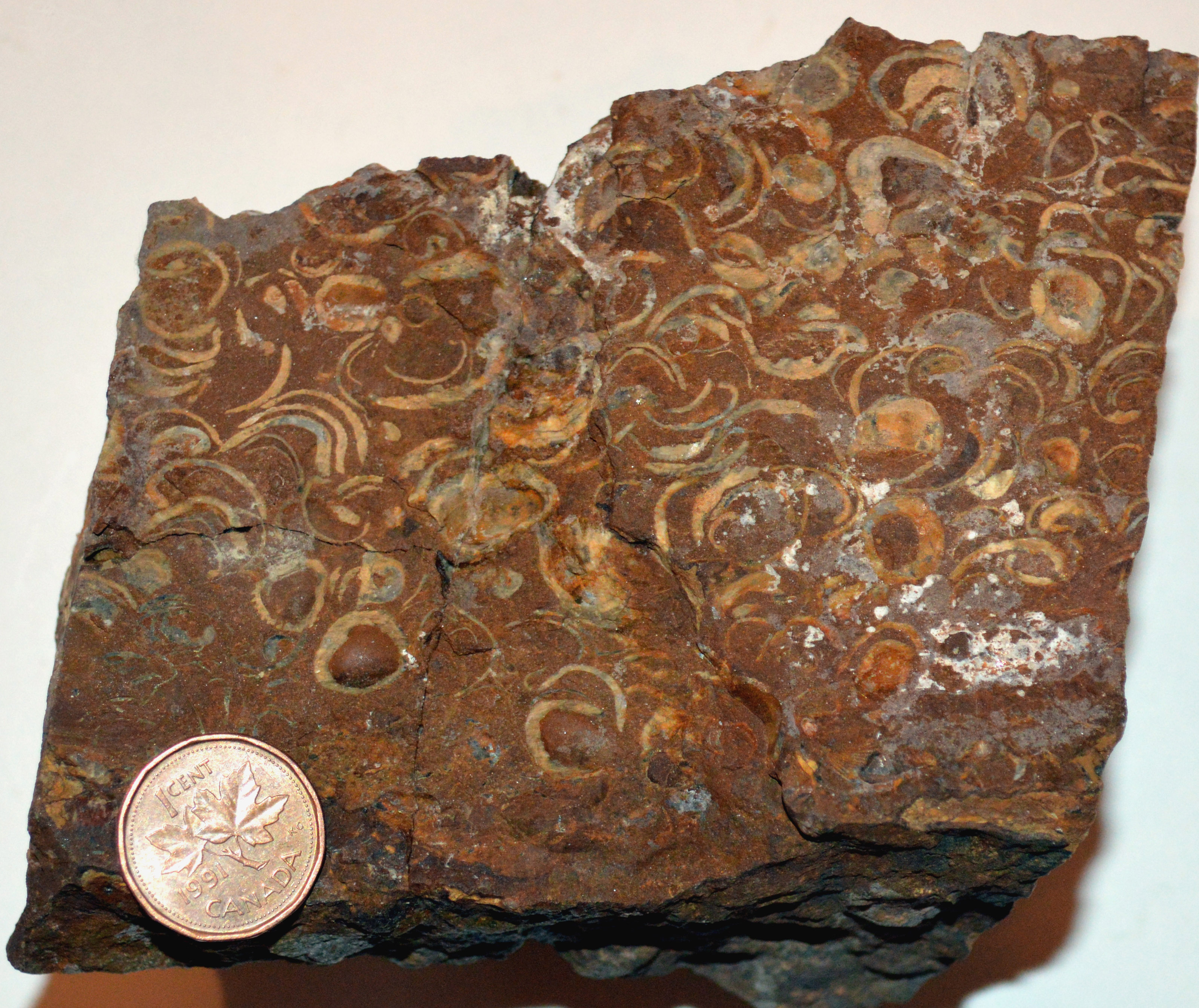
Conchiglie di Cardiidae fossili del Cretacico superiore, Alberta, (Canada).
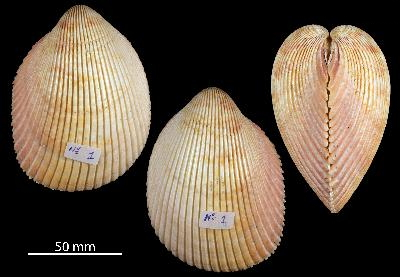
Vasticardium berschaueri